# Ласк
Ласк (на полски: Łask) е град в Централна Полша, Лодзко войводство. Административен център е на Ласки окръг, както и на градско-селската Ласка община. Заема площ от 15,49 км2.

## Население
18029 - (2013 г.).